# Groß Düben
Groß Düben (szorb nyelven Dźěwin) település Németországban, azon belül Szászország tartományban. Lakosainak száma 1067 fő (2023. december 31.).

## Népesség
A település népességének változása:
| Lakosok száma | 1070 | 1072 | 1077 | 1067 |
|               | 2019 | 2021 | 2022 | 2023 |